# Мелашенко Юрій Михайлович
Юрій Михайлович Мелашенко (нар. 21 квітня 1970, Чернігів, УРСР) — український футболіст, воротар. Більшу частину кар'єри провів у чернігівській «Десні» й чернівецькій «Буковині», де зіграв у понад 300 офіційних матчів.

## Кар'єра
У 17-річному віці став гравцем чернігівської «Десни», яка виступала у Другій лізі чемпіонату СРСР. З 1988 року протягом трьох сезонів був дублером майбутнього гравця збірної України Дмитра Тяпушкіна. У сезоні 1991 року став основним воротарем команди.
У 1994 році зіграв 2 матчі у Вищій лізі за «Кривбас». У 1995-1999 роках виступав у складі «Буковини». За 4 сезони виходив на поле в 113 матчах, ставав срібним призером Першої ліги. У 2000 році повернувся в «Десну», за яку провів 3 сезони у Другій лізі. Всього за «Десну» зіграв 203 матчі (194 — у чемпіонатах СРСР та України і 9 — у Кубку України).
У сезоні 2002/03 років виступав у Першій лізі за «Прикарпаття» (Івано-Франківськ) та «Сокіл» (Золочів). Останнім професіональним клубом став «Навбахор», який у 2003 році зайняв 3-е місце в чемпіонаті Узбекистану.
Після завершення кар'єри футболіста перейшов на тренерську роботу. У 2015 році очолював команду Чернігівського колегіуму № 11 на турнірі «Шкіряний м'яч», де команда зайняла 2-е місце. З 2016 року працює тренером у чернігівській ДЮСШ «Юність».

## Сім'я
Син Сергій — футболіст, воротар клубу «Десна» (Чернігів).

## Досягнення
«Буковина»
- Перша ліга чемпіонату Україна
  -  Срібний призер (1): 1995/96

«Десна»
- Друга ліга чемпіонату України
  -  Срібний призер (1): 2000/01 (Група «В»)

«Навбахор»
- Вища ліга чемпіонату Узбекистану
  -  Бронзовий призер (1): 2003